# بلادبث
بلادبث (به انگلیسی: Bloodbath) یک ابرگروه سوئدی از استکهلم است که در سبک دث متال فعالیت می‌کند. بیشتر اعضای گروه را اعضای گروه‌های اپث و کاتاتونیا شکل می‌دهد.

## آلبوم‌ها
| عنوان                        | سال  | نوع          |
| ---------------------------- | ---- | ------------ |
| Resurrection Through Carnage | ۲۰۰۲ | استودیویی    |
| Nightmares Made Flesh        | ۲۰۰۴ | استودیویی    |
| The Fathomless Mastery       | ۲۰۰۸ | استودیویی    |
| The Wacken Carnage           | ۲۰۰۸ | زنده، دی‌وی‌دی |
| Bloodbath Over Bloodstock    | ۲۰۱۱ | زنده/دی‌وی‌دی  |
| Breeding Death               | ۲۰۰۰ | ئی‌پی         |
| Unblessing the Purity        | ۲۰۰۸ | ئی‌پی         |
| Grand Morbid Funeral         | ۲۰۱۴ | استودیویی    |
| The Arrow of Satan Is Drawn  | ۲۰۱۸ | استودیویی    |
| Survival of the Sickest      | ۲۰۲۲ | استودیویی    |